# Uromedina atrata
Uromedina atrata là một loài ruồi trong họ Tachinidae.